# 이윤아 (미스코리아)
이윤아(1988년 5월 9일 ~ )는 대한민국의 2008년 미스코리아 미(美)이다.

## 프로필
- 출생 : 1988년 5월 9일
- 신체 : 169.8cm, 49kg, 34-23-34
- 학력 : 동덕여자대학교 방송연예학과
- 수상 : 2008년 미스코리아 미(美), 2008년 미스코리아 광주-전남 진(眞), 2009년 미스 인터내셔널 뷰티 매력상
- 경력 : 2008년 제4회 광주 정율성 국제음악제 홍보대사
- 취미 : 독서, 공연관람, 피아노
- 특기 : 수영, 피아노

## 이외 이력
- 2009년 미스 인터내셔널 뷰티 참가

## 신체사이즈
- 가슴: 34 in (86.4 cm)
- 허리: 23 in (58.4 cm)
- 엉덩이: 34 in (86.4 cm)